# Orthodoxe Altkalendarische Kirche Rumäniens

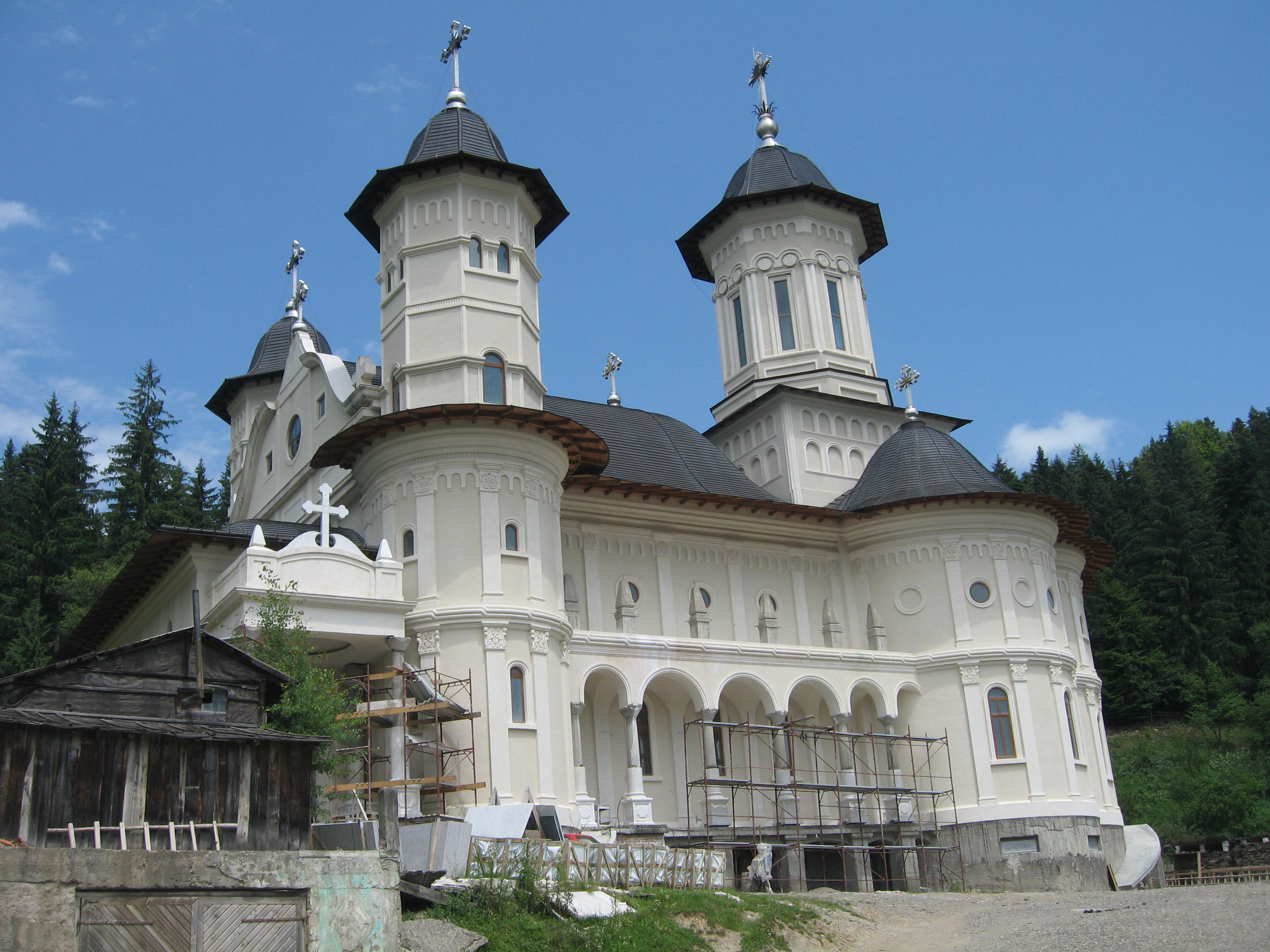
Das Verklärungskloster in Slătioara

Die Orthodoxe Altkalendarische Kirche Rumäniens (rumänisch Biserica Ortodoxă de Stil Vechi din România) ist eine altkalendarische orthodoxe Kirche in Rumänien. Sie wird von den meisten orthodoxen Kirchen nicht als kanonisch anerkannt.

## Strukturen
Die Kirche ist in 11 Diözesen organisiert. Ihr Oberhaupt ist Metropolit und Erzbischof, seine Residenz ist das Verklärungskloster in Slătioara. Zur Kirche gehören 13 Klöster und 130 Kirchen. Zu ihr zählen sich etwa 2-3.000.000 Gläubige.
Die Orthodoxe Altkalendarische Kirche steht in Kirchengemeinschaft mit der Kirche der wahren Christen Griechenlands (Chrysostomos-Synode) und der Bulgarischen Orthodoxen Altkalendarischen Kirche.
Sie folgt dem Julianischen Kalender, die Liturgie ist im byzantinischen Ritus.

## Geschichte
1924 führte die Rumänisch-Orthodoxe Kirche den Neujulianischen Kalender an Stelle des bisherigen Julianischen Kalenders ein.
Es entstand eine Bewegung von Gläubigen, die diese Reform ablehnten. Diese ließ sich bald als Organisation der Anhänger der Orthodoxen Altkalendarischen Kirche Rumäniens offiziell registrieren.
Ihr Führer wurde der Erzmönch Glicherie. 
Seit 1930 wurden Dutzende neuer Kirchen gebaut.
1936 begann auf Initiative von Patriarch Miron der Rumänisch-Orthodoxen Kirche umfangreiche Repressionen gegen die altkalendarische Kirche. Viele Priester, Mönche und Gläubige wurden verhaftet und alle Kirchen enteignet.
1941 konnte Glicherie nach Jahren im Untergrund in Slătioara ein neues Zentrum der Kirche schaffen.
1999 wurde er von der altkalendarischen Kirche heiliggesprochen. 
2003 nahm die Kirche den offiziellen Namen Orthodoxe Altkalendarische Kirche Rumäniens an.